# Union pour la démocratie et le progrès social
Ne pas confondre avec le Rassemblement pour la démocratie et le progrès social, parti politique du Congo-Brazzaville.
Ne pas confondre avec l'Union pour la démocratie et le progrès social (UDPS-Amana), parti politique nigérien.
L'Union pour la démocratie et le progrès social (UDPS) est un parti politique en république démocratique du Congo. Il est fondé le 15 février 1982 par Étienne Tshisekedi, Marcel Lihau et d'autres. Il est membre de l'Alliance progressiste et de l'Internationale socialiste.

## Histoire
En décembre 1980, 13 parlementaires du parti unique, le Mouvement populaire de la Révolution, publient une lettre ouverte adressée au président Mobutu,.
Cette lettre est, depuis le coup d’État militaire du 24 novembre 1965 par lequel le régime Mobutu s’est installé au pouvoir, la toute première contestation non-violente du système politique du Maréchal Mobutu. La Lettre se termine par dix propositions invitant Mobutu à démocratiser le système politique conformément au Manifeste de la Nsele, document fondateur du MPR qui, dans sa conception, faisait du MPR un parti politique démocratique à côté d’un deuxième parti politique dont la création était prévue à l’article 4 de la Constitution du 24 juin 1967.
Les 13 parlementaires sont rapidement arrêtés et amnistiés par Mobutu peu après. Toutefois, Mobutu décide de leur exil dans leurs provinces respectives et de la déchéance de leur mandat de commissaire du peuple.
À leur retour à Kinshasa en 1981, les signataires sont rejoints par d'autres Zaïrois et l'UDPS est fondée le 15 février 1982, en vertu de la constitution de 1967. En mars 1982, les principaux membres du nouveau parti sont arrêtés et condamnés à 15 ans de prison.
Après la Conférence nationale souveraine de 1991, Étienne Tshisekedi est nommé premier ministre.
L'UDPS, ayant choisi de boycotter en 2006, les élections présidentielle et législatives, est de 2006 à 2011 écartée de l'ensemble des institutions congolaises, tant au niveau provincial que national.
L'UDPS organise son premier congrès ordinaire du 10 au 14 décembre 2010 lors duquel Étienne Tshisekedi est élu président. Le congrès modifier les statuts du parti, procède à la création de la Ligue des Jeunes et de la Ligue des Femmes et met fin aux anciennes structures du parti tel que le Collège des Fondateurs.
En septembre 2016, le siège du parti à Kinshasa est victime d'un incendie criminel, faisant cinq morts. Les incendiaires auraient avoué être membre d'un groupe militaire proche du président de la République Joseph Kabila.
Après la mort d’Étienne Tshisekedi en février 2017, le Parti est dirigé par son secrétaire général Jean-Marc Kabund faisant intérim du président du parti décédé. Le Rassemblement de l'opposition, une organisation qui regroupe plusieurs partis de l'opposition se restructure et est dirigée par deux personnes, Félix Tshisekedi, fils d'Étienne Tshisekedi et Pierre Lumbi devenant respectivement président et président du conseil des sages. Bruno Tshibala se désolidarise du Rassemblement pour se rallier à Joseph Olenghankoy. Il est exclu par l'UDPS quelques semaines après. Cependant, il crée une autre aile du Rassemblement. En avril, il est nommé Premier ministre d'ouverture par Joseph Kabila, ce qui fait perdurer les divisions au sein de l'opposition.
Le parti se divise alors en quatre factions : UDPS/Tshisekedi, UDPS/Le Peuple, UDPS/Kibassa et UDPS/Tshibala. Cette dernière faction est dirigée par Tharcisse Loseke jusqu'en juillet 2018.
Les 30 et 31 mars 2018, lors d'un congrès extraordinaire réuni à Kinshasa, Félix Tshisekedi est élu président de l'UDPS/Tshisekedi. Il est aussi choisi candidat du parti pour la prochaine élection présidentielle, prévue pour décembre 2018. Élu pour un mandat présidentiel de 5 ans, Félix Tshisekedi nomme Jean-Marc Kabund comme président de l'UDPS/Tshisekedi. Augustin Kabuya devient secrétaire général par intérim.
Fin janvier 2022, Jean-Marc Kabund, qui se serait opposé à Félix Tshisekedi, est radié de l'UDPS et perd son poste de président par intérim du parti. Un directoire assure collégialement la présidence.
En août 2024, Augustin Kabuya, secrétaire général du parti depuis 2022, est relevé de ses fonctions par la convention démocratique du parti (CDP), l'organe disciplinaire de l'UDPS. Il est accusé d'être « anti-valeur ». Déogratias Bizibu Balola est choisi pour assurer l'intérim au poste de secrétaire général. Cette décision est contestée par des proches de Kabuya qui nient la légalité de la CDP. En septembre, après l'intervention de Marthe Kasalu, femme d'Étienne Tshisekedi et mère du président Félix Tshisekedi, les deux camps décident « de favoriser l'unité au sein » de l'UDPS et Kabuya reste au poste de secrétaire général,.

## Jeunesse de l'UDPS
L'organisation de la jeunesse de l'UDPS intervient peu après l'ouverture démocratique en 1990 sous la houlette de jeunes comme Godé Mwamba, Jacques Mbila, Aimée Boende, Georges Matungulu, Allen Mukendi Luaba Muana Katshi, Vianney Kabukanyi, Raymond Kahungu et Raoul Nsolwa-Muye.
La Ligue des jeunes de l'UDPS est créée lors du Congrès de 2010. Elle est dirigée en 2011 par Freddy Pinzi, en 2014 par Bernard Baruti puis en 2018 par Yves Bunkulu Zola jusqu'à sa nomination au gouvernement.
Après la nomination d'Yves Bunkulu au gouvernement, la Ligue des jeunes est dirigée par Emmany Dioko depuis octobre 2019.
La Ligue des Jeunes est membre observateur de l'Union internationale de la jeunesse socialiste (IUSY) depuis 2018, puis membre à part entière.

## Membres notoires du parti
- Ève Bazaiba, maintenant membre du MLC
- Justin Bomboko
- Justine Kasa-Vubu
- Marcel Lihau
- Roger Lumbala
- Étienne Tshisekedi
- Bruno Tshibala
- Samy Badibanga
- Félix Tshisekedi
- Rémy Masamba
- Jean-Marc Kabund
- Jacquemain Shabani

## Organisation
Le quartier de Limete, quartier à la fois populaire et pavillonnaire de Kinshasa, est son fief dans la capitale.